# Мезоморфний стан
Мезоморфний стан (рос. мезоморфное состояние, англ. mesomorphic state) — стан значного впорядкування молекул рідини, з чим зв'язана анізотропія, зокрема оптичних властивостей. Проявляється в сплавах деяких органічних сполук поблизу температури загустіння.